# Blekinge bank
Blekinge bank AB var en bank med huvudkontor i Karlskrona 1873-1918.
Banken började 1873 sin verkasamhet med övertagande av Filialbanken i Karlskrona (före 1863 kallad Filialbanken i Blekinge)s rörelse och uppgift 1918 i AB Svenska lantmännens bank, vilken senare ombildades till AB Jordbrukarbanken.